# Chris Berger (Musiker)
Chris Berger (* um 1970 in Dayton, Ohio) ist ein US-amerikanischer Jazzmusiker (Kontrabass) des Modern Jazz.

## Leben und Wirken
Berger spielte zunächst mit elf Jahren E-Bass; mit 16 Jahren entdeckte er den Kontrabass und den Jazz für sich. Es folgten erste Auftritte auf lokaler Ebene in Dayton. Er studierte dann Jazz und klassische Musik an der Bowling Green State University, daneben hatte er Unterricht bei Jazzmusikern in Toledo, Ohio. Nach seiner Ausbildung arbeitete er mit Ernie Krivda (mit dem auch 1991 erste Aufnahmen entstanden), außerdem mit gastierenden Musikern wie Joe Lovano, Jimmy Ponder und Joe Williams. 1993 tourte er mit Maynard Ferguson and His Big Bop Nouveau in den USA, Europa und in Asien. Mit Ferguson nahm er auch für Concord Jazz auf. 1994 zog er nach New York City, wo er seitdem arbeitet, u. a. mit John Abercrombie, Toshiko Akiyoshi, Jimmy Cobb, Richie Cole, Herb Ellis, David Hazeltine, Mundell Lowe, Junior Mance, Dado Moroni, Mickey Roker, Jeff Tain Watts, Loston Harris, James Williams, Russell Malone, Eric Alexander und Maria Schneider. Im Bereich des Jazz war er zwischen 1991 und 2016 an 19 Aufnahmesessions beteiligt. Unter eigenem Namen legte Berger das Album Conversations vor. Gegenwärtig (2019) spielt er im Hendrik Meurkens Quintet.